# Space Groove
Space Groove – jedyny album studyjny ProjeKct Two, zrealizowany podczas trzydniowej sesji 19–21 listopada 1997 i wydany 18 marca następnego roku w Japonii oraz 7 kwietnia w Wielkiej Brytanii nakładem Discipline Global Mobile jako CD.

## Historia albumu
W maju 1997 roku muzycy wchodzący w skład ówczesnego zespołu King Crimson podjęli decyzję o kontynuowaniu działalności w ramach projektu ProjeKcts, równolegle z King Crimson. Powstały w sumie cztery zespoły, złożone z trzech lub czterech muzyków i noszące kolejne numery: One, Two, Three i Four. Jako pierwszy zadebiutował drugi z projektów, ProjeKct Two. Efektem trzydniowej sesji (19–21 listopada) był dwupłytowy album Space Groove.

## Lista utworów
Lista według Discogs:

### Volume One: Space Groove
| 1. | Space Groove II  | 19:03 |
|    |                  |       |
| 2. | Space Groove III | 2:39  |
|    |                  |       |
| 3. | Space Groove I   | 17:15 |
|    |                  |       |
|    |                  | 38:57 |
|    |                  |       |

### Volume One: Vector Patrol
| 1.  | The Planet Zarg Quartet: Happy Hour On Planet Zarg                                                                          | 4:56  |
|     | |       |
| 2.  | The Planet Zarg Quartet: Is There Life On Zarg?                                                                             | 2:25  |
|     | |       |
| 3.  | The Planet Zarg Quartet: Low Life In Sector Q-3                                                                             | 1:32  |
|     | |       |
| 4.  | The Planet Zarg Quartet: Sector Shift                                                                                       | 0:45  |
|     | |       |
| 5.  | The Planet Zarg Quartet: Laura In Space                                                                                     | 3:16  |
|     | |       |
| 6.  | The Planet Zarg Quartet: Sector Drift                                                                                       | 0:54  |
|     | |       |
| 7.  | The Planet Zarg Quartet: Sector Patrol                                                                                      | 3:40  |
|     | |       |
| 8.  | Lost In Space: In Space There Is No North, In Space There Is No South, In Space There Is No East, In Space There Is No West | 2:52  |
|     | |       |
| 9.  | Lost In Space: Vector Patrol                                                                                                | 3:41  |
|     | |       |
| 10. | Lost In Space: Deserts Of Arcadia (North)                                                                                   | 8:57  |
|     | |       |
| 11. | Lost In Space: Deserts Of Arcadia (South)                                                                                   | 4:10  |
|     | |       |
| 12. | Lost In Space: Snake Drummers Of Sector Q-3                                                                                 | 0:25  |
|     | |       |
| 13. | Lost In Space: Escape From Sagittarius A                                                                                    | 10:53 |
|     | |       |
| 14. | Lost In Space: Return To Station B                                                                                          | 3:02  |
|     | |       |
|     | | 51:28 |
|     | |       |

## Muzycy
- Adrian Belew – perkusja
- Robert Fripp – gitara, efekty gitarowe
- Trey Gunn – touch guitar, syntezator gitarowy

## Pozostałe informacje
- miksowanie – Belew, Fripp, Gun
- produkcja – ProjeKct Two
- inżynierowie – John Sinks, Ken Latchney
- okładka – John Miller